# Vestido rojo de Pretty Woman
El vestido rojo de Pretty Woman es un traje que la actriz Julia Roberts lució en la película homónima de 1990.

## Historia
El director de la cinta, Garry Marshall, tenía en mente un traje de color negro para la escena en que el personaje de Vivian Ward (Julia Roberts) acude a la ópera como acompañante de Edward Lewis (Richard Gere). Por su parte, la diseñadora de vestuario Marilyn Vance-Straker consideraba el rojo como mejor opción; tras realizarse pruebas de cámara con ambos colores, se decidió que el vestido sería finalmente rojo.
El traje, inspirado en la obra Retrato de Madame X de John Singer Sargent, al igual que el vestido negro de Rita Hayworth en Gilda (1946), debía transformar al personaje interpretado por Roberts de la misma forma que el personaje encarnado por Audrey Hepburn en My Fair Lady (1964), cinta basada a su vez en la obra de teatro de George Bernard Shaw Pigmalión, puesto que en ambas películas una mujer de la calle es convertida en toda una dama de la alta sociedad, siendo el vestuario un importante reflejo de ello. En consecuencia, se realizaron pruebas con diferentes tonalidades de rojo, confeccionando Vance al menos tres diseños (cuatro según otras fuentes) hasta encontrar la versión definitiva; debido a esto, la diseñadora no pudo añadir el polisón del diseño original a causa de la falta de tela, por lo que decidió en su lugar fruncir la parte delantera del vestido y atar la tela a modo de nudo, logrando que el traje se ciñese al cuerpo de Roberts. Como dato anecdótico, se afirma erróneamente que el vestido fue adquirido a última hora en un mercadillo por US $30.

## Descripción
El elemento más característico del atuendo es el escote, recto y enseñando los hombros, con una atrevida forma de corazón. Respecto al cuerpo, el traje está armado con entretelas con el fin de que no se abra el pico del escote y el vestido entalle a la perfección, quedando el inconveniente del pecho solucionado a modo de cazuela. En cuanto a la falda, esta cae suavemente desde la cintura hasta el suelo, luciendo un drapeado en la cadera de influencia egipcia. Por su parte, la tela del vestido es un delicado crepé georgette el cual, al tratarse de un tejido fino y traslúcido, requiere forro y el uso de entretelas. El conjunto se remata con un par de guantes blancos largos denominados «de ópera».
En lo que respecta a los accesorios, el personaje de Vivian lucía un collar compuesto de corazones de rubíes y brillantes sobre platino y un par de pendientes en oro blanco de 18 quilates obra de Fred Paris Joaillier (Harry Winston según otras fuentes). El valor de las joyas era de US $250 000, motivo por el que se requirió la presencia de un guardia armado durante el rodaje con el fin de proteger los artículos.

## Legado
La fama del vestido ha hecho que el mismo sea reproducido para su venta masiva a precio asequible al igual que otros de los modelos lucidos por Roberts en la película. En 2018, la marca de ropa Reformation puso a la venta una reproducción del traje, aunque esta versión carece del fruncido delantero característico del original. Del mismo modo, varias personalidades emularon con su vestuario el traje de la película: la actriz Sandra Bullock acudió la 83.ª edición de los premios Óscar luciendo un conjunto de Vera Wang similar al vestido rojo al igual que Lana del Rey en los Brit Awards de 2012, llevando puesto la cantante un diseño de Vivienne Westwood. Por su parte, otras famosas como Bella Thorne, Blanca Suárez (en versión «midi»), Belén Rueda (con manga larga) o Jennifer Aniston (con palabra de honor) lucieron variantes del mismo. Anteriormente, en 1985, Diana de Gales había mostrado un vestido similar de color azul marino, obra de Victor Edelstein, el cual pasó a la historia gracias al baile entre la princesa y el actor John Travolta.
Según Vance, la popularidad del traje ha llevado a que muchos clientes masculinos (la mayoría de ellos procedentes de Texas) envíen a Western Costumes (fabricante que cortó el patrón del vestido) medidas de sus parejas para solicitar copias del mismo y emular la escena mostrada en la película.